# Fredric Wertham
Fredric Wertham (20 de marzo de 1895-18 de noviembre de 1981) fue un psiquiatra germano-estadounidense protagonista de una cruzada para protestar contra los supuestos efectos nocivos de los medios de comunicación de masas —los cómics, en particular— en el desarrollo de los niños. Su libro más conocido fue La seducción del inocente (1954), que condujo a una comisión de investigación del Congreso de los EE. UU. contra la industria de los cómics y a la creación del Código del cómic.

## Principios de su carrera
Wertham nació en Múnich, Alemania, y estudió en Múnich, Erlangen y Londres. Se graduó por la Universidad de Wurzburgo en 1921. Las más importantes influencias en su carrera como psiquiatra fueron Sigmund Freud, con quien mantuvo correspondencia, y Emil Kraepelin; en su trabajo en la Clínica Kraepelin, Wertham se empapó de la entonces nueva idea de que el entorno y el trasfondo social tenían gran efecto en el desarrollo psicológico. En 1922 se trasladó a los Estados Unidos, donde empezó a trabajar en la Universidad Johns Hopkins. En 1932 se trasladó a la ciudad de Nueva York, donde llegó a ser psiquiatra jefe del Departamento de Hospitales de la ciudad.
Poco después de empezar su trabajo en Nueva York Wertham entró en la escena pública como testigo cualificado en el juicio del famoso asesino sistemático Albert Fish. Fish fue un psicópata, masoquista, abusador de niños y caníbal que asesinó al menos a quince niños, y cuya misma infancia se vio marcada por los abusos y la enfermedad mental. Wertham dijo que no conocía ningún caso comparable en su larga experiencia, y que Fish era el ser humano más desquiciado que había visto. A pesar del testimonio de Wertham, Fish fue declarado cuerdo y ejecutado. Posteriormente Wertham relató el caso de Fish y su participación en otros juicios de asesinato en su libro de 1949 The Show of Violence (El Espectáculo de la violencia).
El primer libro de Wertham, The Brain as an Organ (El cerebro como órgano) (1934), fue un estudio general sobre la enfermedad mental basado en las teorías de Kraepalin. Pero el trabajo de Wertham con jóvenes problemáticos y el interés clínico en la cultura popular hizo que pronto centrase su atención en las influencias negativas de los medios de comunicación de masas. Su libro de 1941 Dark Legend (Leyenda negra), posteriormente adaptada como obra de teatro, se basó en la historia real de un asesino de 17 años que, según Wertham, poseía una oscura vida interior de fantasía basada en las películas, seriales de la radio y los cómics. Los cómics eran extraordinariamente populares entre todos los jóvenes de la época, así que no era de sorprender que los jóvenes criminales también los consumiesen en grandes cantidades, pero Wertham hizo hincapié en ello y vio una siniestra conexión.
Wertham empezó a escribir en libros y revistas exclusivamente sobre el efecto nocivo de los medios de comunicación, y de los cómics en particular. No estaba solo en sus críticas, pero como respetado médico que había sido llamado a testificar en juicios y audiencias del gobierno, su opinión tenía un peso específico. Seduction of the Innocent (La seducción del inocente) (1954), y posteriores testimonios públicos de Wertham sobre los cómics, representan el mayor momento de su influencia pública.

## La seducción del inocentey las audiencias del Senado

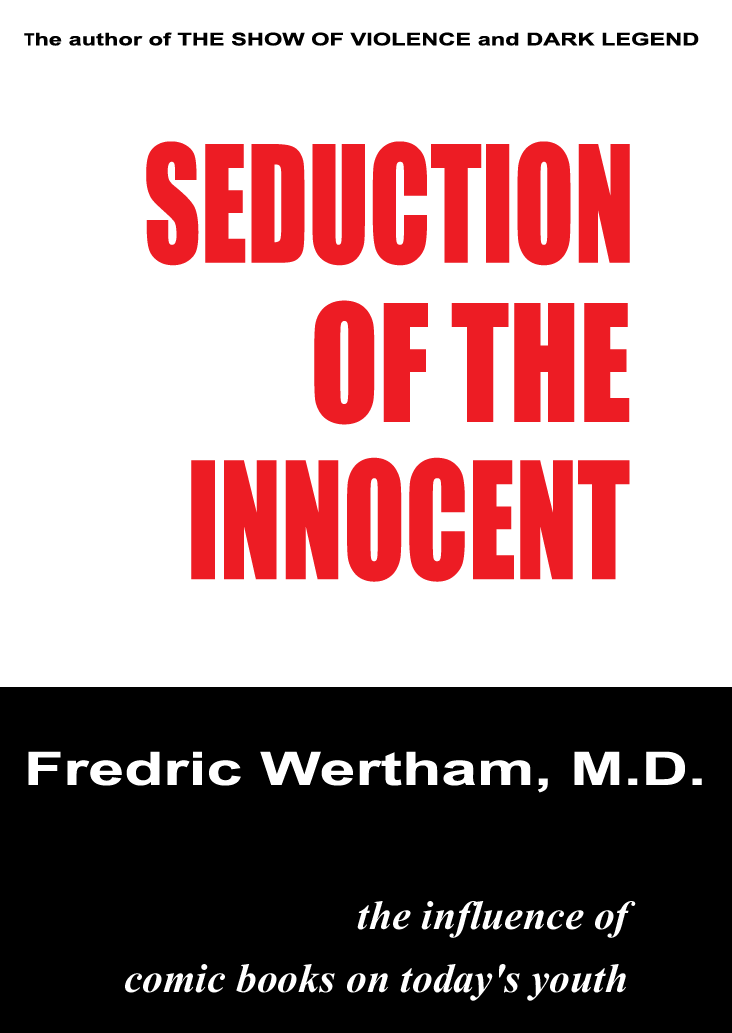
La seducción del inocente

La seducción del inocente describía las representaciones explícitas y encubiertas de violencia, sexo, consumo de drogas y otra temática adulta dentro de los "cómics de crímenes" —un término que Wertham usaba para describir no solo los populares títulos de gánsteres y asesinatos de la época, sino también a los de superhéroes y los de terror— y afirmó, sobre todo basándose en casos anecdóticos mal documentados, que la lectura de dicho material provocaba conductas similares en los niños.
Los cómics, especialmente los títulos de crímenes y terror, con la EC Comics al frente, abundaban en imágenes truculentas; Wertham las reprodujo exhaustivamente, apuntando a que veía imágenes morbosas recurrentes, tales como las "agresiones a los ojos". Muchas de sus otras conjeturas, particularmente las de las alusiones sexuales ocultas (por ejemplo imágenes de desnudos femeninos ocultos en los dibujos de los músculos y en la corteza de los árboles, o Batman y Robin como amantes homosexuales), fueron recibidas con hilaridad en la industria del cómic. Wertham afirmaba que Wonder Woman tenía una segunda lectura relacionada con la sumisión y el bondage, algo que en cierto modo ya había sido mejor documentado por su creador William Moulton Marston, que había admitido eso mismo; a pesar de ello Wertham también afirmó que la fuerza y la independencia de Wonder Woman ponían de manifiesto su carácter de lesbiana.
Según palabras de Wertham: “Los cómics en el peor de los casos son demoníacos, en el mejor simple basura”.
La conmoción creada por este libro y las anteriores credenciales de Wertham como testigo cualificado hicieron inevitable que compareciese ante el Subcomité del Senado sobre Delincuencia Juvenil, presidido por el cruzado anti-crimen Estes Kefauver. En su prolongado testimonio ante el comité Wertham repitió los argumentos de su libro y apuntó hacia los cómics como una de las causas principales de los crímenes juveniles. Las preguntas al siguiente testigo, el editor de la EC, William Gaines, se centraron en escenas violentas del tipo que Wertham había descrito. Aunque el informe final del comité no acusó a las historietas de la comisión de crímenes, recomendó que la industria de los cómics rebajase el tono de sus contenidos voluntariamente; viendo esto como una amenaza velada a una posible censura los editores desarrollaron el Comics Code Authority para autocensurar sus propios contenidos. El Código no solo prohibía las imágenes violentas, sino palabras concretas y conceptos (por ejemplo "terror" y "zombis"), y obligaba a que los criminales debieran ser siempre castigados. Esto destruyó muchos de los títulos de la EC y similares, lo que dejó a la industria reducida a un aséptico pequeño grupo de cómics de superhéroes como líderes del mercado. Muchos historiadores del cómic ven en la adopción del Comics Code un medio de las editoriales que hasta entonces habían dominado el mercado para destruir a la EC Cómics, que en ese momento despuntaba poderosamente en ventas.
Wertham opinó que el Comics Code le parecía inadecuado.

## Final de su carrera
La visión de Wertham sobre los medios de masa ha oscurecido completamente sus más amplias preocupaciones respecto a la protección de la infancia contra el daño psicológico. Sus artículos sobre los efectos de la segregación racial se utilizaron como prueba en el Tribunal Supremo en el caso Brown contra La Junta de Educación, y parte de su libro de 1966, A Sign for Cain (Una señal para Caín) arremetía contra la profesión médica por su involucración en el Holocausto.
Wertham siempre negó que favoreciese la censura o que tuviese nada contra los cómics en principio, y en los 70 centró su interés en los aspectos benignos de la subcultura del fandom del cómic; en su último libro, The World of Fanzines (El mundo de los fanzines) (1974), llegó a la conclusión de que los fanzines eran "un modo constructivo y sano de ejercitar la creatividad". Esto llevó a que Wertham fuese invitado a la Convención del Arte del Cómic de Nueva York. Visto todavía como un enemigo entre los fans del cómic de esa época, Wertham se encontró durante la convención con su recelo y con comentarios impertinentes, así que dejó de escribir sobre los cómics a partir de entonces. 
Murió a finales de 1981.

## Wertham en la ficción
Una representación ficticia de los ataques inspirados por Wertham a la industria del cómic abarca parte de la novela Las asombrosas aventuras de Kavalier y Clay. Wertham y las audiencias de Kefauver han sido largamente parodiadas en los mismos cómics, especialmente en el comic underground de 1977 Dr. Wirtham's Comix & Stories [sic], en The Maximortal de Rick Veitch y en un especial de Los Simpson sobre el Hombre Radioactivo publicado por Bongo Comics.
También fue representado en la miniserie Fanboy, primero vendiendo cómics utilizados para su investigación, y después testificando que los cómics no eran peligrosos, oponiéndose a sus primeras opiniones en el juicio al personaje del título por haber vendido un cómic para adultos a un menor.
Wertham también fue parodiado en Daniel Clowes Eightball. La tira cómica ilustraba varios de los puntos clave de Wertham, pero después mostraba que muchos de los coleccionistas de cómics eran unos frikis inofensivos, incapaces de involucrarse en una conducta criminal.
En el podcast Los Mensaheros, en el que hablan de Superhéroes de la pequeña y gran pantalla, le dedican cada episodio a Fredrik Werthan por el flaco favor que hizo durante una época a todos esos lectores de cómics.
El popular Dr Fredrik Wertham Blink editado por Dark Tower, donde se parodia el mundo superheroico y la psiquiatría es una claro homenaje y parodia al dr Wertham.